# Боски, Лука
Лука Боски (итал. Luca Boschi; род. 29 декабря 1972, Пьяченца, Эмилия-Романья) — сан-маринский политик, предприниматель и парламентарий, с 1 октября 2019 года по 1 апреля 2020 года капитан-регент Сан-Марино вместе с Мариэллой Муларони.

## Биография
Рос в Милане, в родной Сан-Марино вернулся в 1990-е годы. Получил образование в сфере торговли и международного маркетинга в Кардиффском университете. Работал в частных фирмах в Сан-Марино, затем основал собственное малое предприятие и стал бизнес-консультантом. В 2016 году присоединился к политическому движению Civico 10, став в нём в марте 2017 года координатором. В 2016 году в первый раз получил мандат в Генеральный совет Сан-Марино. 16 сентября 2019 года был избран одним из двух капитанов-регентов Сан-Марино на полгода, исполнение обязанностей начал с 1 октября 2019 года и занимал это пост до 1 апреля 2020 года.

## Личная жизнь
Женат, имеет трое детей.